# Indikátor eloszlás
Legyen {\displaystyle (\Omega ,{\mathcal {A}},P)} valószínűségi mező és {\displaystyle A\in {\mathcal {A}}} tetszőleges esemény, ha {\displaystyle X:\Omega \rightarrow \{0,1\}} olyan valószínűségi változó, amely minden {\displaystyle \omega \in \Omega } esetén
{\displaystyle X(\omega )={\begin{cases}1&{\text{ha }}\omega \in A\\0&{\text{ha }}\omega \notin A{\text{,}}\end{cases}}}
akkor az {\displaystyle X} valószínűségi változót az {\displaystyle A} esemény indikátorának nevezzük. Ha {\displaystyle P(A)=p}, akkor {\displaystyle P(X=1)=p} és {\displaystyle P(X=0)=1-p}, mivel {\displaystyle X=1} pontosan akkor teljesül, ha {\displaystyle X\in A}, ezért {\displaystyle P(X=1)=P(X\in A)=P(A)=p}. Hasonlóan, {\displaystyle X=0} pontosan akkor teljesül, ha {\displaystyle X\in {\overline {A}}}, ezért {\displaystyle P(X=0)=P(X\in {\overline {A}})=P(X\in \Omega \setminus A)=P(X\in \Omega )-P(X\in A)=1-P(A)=1-p}. Ekkor {\displaystyle X\sim Ind(p)} eloszlású valószínűségi változó.

## Az  indikátor eloszlást jellemző számok
Várható értéke
{\displaystyle E(X)=p}
Szórása
{\displaystyle D(X)={\sqrt {p(1-p)}}}
Momentumai
{\displaystyle E(X^{n})=p}